# Pandulf al VI-lea de Capua
Pandulf al VI-lea (d. 1057) a fost succesorul lui Pandulf al IV-lea ca principe de Capua de la 1050 până la moarte.
Pandulf era fiul principelui Pandulf al IV-lea cu Maria. El co-guvernase alături de tatăl său și ca duce de Gaeta între 1032 și 1038, sub numele de Pandulf al II-lea.
El a fost un conducător lipsit de calități majore și sub domnia sa principatul de Capua a decăzut în importanță și influență. După moartea sa, statul s-a descompus imediat sub fratele său, Landulf al VIII-lea. Capua însăși a fost cucerită de către normanzii conduși de Richard de Aversa.